# Чехель
Чехель (пол. Czechel) — село в Польщі, у гміні Голухув Плешевського повіту Великопольського воєводства.
Населення — 278 осіб (2011).
У 1975-1998 роках село належало до Каліського воєводства.

## Демографія
Демографічна структура станом на 31 березня 2011 року:
|          | Загалом | Допрацездатний вік | Працездатний вік | Постпрацездатний вік |
| -------- | ------- | ------------------ | ---------------- | -------------------- |
| Чоловіки | 142     | 34                 | 92               | 16                   |
| Жінки    | 136     | 32                 | 84               | 20                   |
| Разом    | 278     | 66                 | 176              | 36                   |